# Torsten Eckbrett
Torsten Eckbrett (13 avril 1984 à Potsdam) est un kayakiste allemand pratiquant la course en ligne.